# Generalkommandoen
Generalkommandoen var den højeste kommandoramme i Hæren. Det blev oprettet gennem Forsvarsforliget 1922 og blev vedtaget af Rigsdagen den 7. august 1922 og blev skabt ved at lukke og samle 1. og 2. Generalkommando. Generalkommandoen blev lukket i 1950 efter Forsvarsforliget 1950, som genskabte de to generalkommandoer og flyttede kommandostrukturen til Hærkommandoen.

## Rolle
Chefen for generalkommandoen var ansvarlig for krigsforberedelserne, men udførelsen var forbeholdt Generalstaben, der indtil 1932 var en uafhængig institution direkte under Krigsministeriet. Chefen for generalstaben havde således en uafhængig rådgivende stilling i krigsministeriet, selvom han blev udpeget som stabschef til chefen for generalkommandoen. Efter 1932 blev generalstaben underlagt generalkommandoen.

## Chefer
| No. | Portræt | Navn (Født–Død)                                  | Periode          | Periode            | Periode          | Ref.               |
| No. | Portræt | Navn (Født–Død)                                  | Tiltrådte        | Aftrådte           | Tid på Posten    | Ref.               |
| --- | ------- | ------------------------------------------------ | ---------------- | ------------------ | ---------------- | ------------------ |
| 1   |         | Generalløjtnant Ellis Wolff (1856–1938)          | 1. april 1923    | 19. oktober 1926   | 3 år og 183 dage | [ 3 ] [ 4 ]        |
| 2   |         | Generalløjtnant Anders Gjedde Nyholm (1861–1939) | 20. oktober 1926 | 31. juli 1931      | 4 år og 303 dage | [ 5 ] [ 6 ]        |
| 3   |         | Generalløjtnant Erik With (1869–1959)            | 1. august 1931   | 1. december 1939   | 8 år og 122 dage | [ 7 ] [ 8 ]        |
| 4   |         | Generalløjtnant William Wain Prior (1876–1946)   | 1. december 1939 | 30. september 1941 | 1 år og 303 dage | [ 7 ] [ 9 ] [ 10 ] |
| 5   |         | Generalløjtnant Ebbe Gørtz (1886–1976)           | 1. oktober 1941  | 30. september 1950 | 8 år og 364 dage | [ 11 ]             |

## References
1. ↑  Olsen 1985, s. 16.
2. ↑  Olsen 1985, s. 135.
3. ↑  Olsen 1985, s. 16, 30.
4. ↑  Koefoed 1938.
5. ↑  Olsen 1985, s. 30, 43.
6. ↑  Ramm 1939.
7. 1 2  Olsen 1985, s. 30, 112.
8. ↑  Bjerg n.d.
9. ↑  Clemmesen 1982, s. III-3.
10. ↑  Bjerregaard 1946.
11. ↑  Wolff n.d.

Bibliography
- Bjerg, Hans Christian (n.d.). "Erik With". Dansk Biografisk Leksikon (3. udgave). Gyldendal. Hentet 27. august 2018.
- Bjerregaard, W. (24. juni 1946). "Generalløjtnant W. W. Prior". krigsvidenskab.dk. Hentet 9. september 2020.
- Clemmesen, Michael Hesselholt (1982). Jyllands landforsvar fra 1901 til 1940. Copenhagen: Det Krigsvidenskabelige Selskab. ISBN 87-981346-0-4.
- Koefoed, E. (13. august 1938). "Generalløjtnant Ellis Wolff". krigsvidenskab.dk. Hentet 9. september 2020.
- Olsen, Ole Isgaard (1985). Planlægning af det Sjællandske Landforsvar: 1922-1944. Forsvarskommandoen.
- Ramm, P. (5. august 1939). "Generalløjtnant A. G. Nyholm". krigsvidenskab.dk. Hentet 25. august 2020.
- Wolff, E. H. (n.d.). "Ebbe Gørtz". Dansk Biografisk Leksikon (3. udgave). Gyldendal. Hentet 27. august 2018.